# Zuhause (Band)
zuhause ist eine Indie-Pop-Band aus Hamburg.

## Geschichte
zuhause wurde im Sommer 2002 gegründet. Ihre Mitgliedern spielten vorher in verschiedenen deutschen Bands: Lars Poeck und Ronald Strehl kamen von der Hamburger Gitarrenpopband Scholle, Barbara Conrad war zuvor bei Blobkanal und Daniel Kubsch bei der Wiesbadener Marsh-Marigold Records Pop-Band Brideshead.
Das zuhause Debütalbum Dinge an ihrem Platz, produziert mit Unterstützung von Folke Jensen AKA Ledernacken, wurde im Jahre 2005 veröffentlicht. Plattentests titelte Zimmer frei!, und Visions schrieb von einem kleinen Gesamtkunstwerk [...] mit einem stimmigen Konzept.
Das zweite Album der Band trägt den Titel Autoscooter und bietet eine Mischung aus Pop-Songs mit Einflüssen aus den 1960er Jahren und amerikanischem Indie-Rock. Das Album wurde im Herbst 2007 von Gregor Hennig produziert und von Chris von Rautenkranz gemastert.
Autoscooter erschien bei dem Kölner Label Sitzer Records in Zusammenarbeit mit Motor Music. Das Albumcover zeichnete Stefanie Schrank, eine befreundete Musikerin und Grafikerin, mit deren Band Karpatenhund zuhause mehrmals auf Tour war.
Seit ihrem Debüt hat zuhause Anerkennung in der lokalen Musikszene gefunden, was sich unter anderem in einem Sieg bei der Leserabstimmung im Hamburger Abendblatt widerspiegelt. Die Band hat außerdem in verschiedenen Städten von Hamburg bis Wien Konzerte gegeben und war auf Tour mit anderen deutschen und internationalen Bands wie der Kölner Independent-Band Locas in Love, der schwedischen Indie-Pop-Band The Legends und der britischen Band Chikinki. Im Hamburger Abendblatt wurde die Leidenschaft thematisiert, mit der sie die eigenen Auftritte als „ihre eigenen Roadies, Techniker, Kassierer“ vorbereiten.
Im Jahr 2012 verwendete eine französische Werbeagentur den zuhause Song Trainspotting von ihrem Album Autoscooter für eine europaweite Werbekampagne von L’Oréal sowie für einen Werbespot der BB Cream mit dem niederländischen Model Yfke Sturm.
Nach einer mehrjährigen Pause haben zuhause im Jahre 2012 zudem ein drittes Album eingespielt – ebenfalls produziert von Gregor Hennig. Die Veröffentlichung war für das Folgejahr geplant. Es wurde bisher nur der Song Lass alles liegen auf dem Sampler Phonokoffer 3 im Jahr 2012 veröffentlicht.
Im Jahre 2014 gab es einen letzten offiziellen Auftritt im Hamburger Rock Café St. Pauli gemeinsam mit den Berlinern von Peer.
Im Jahre 2019 wurde das dritte Album nochmals bei Gregor Hennig im Studio Nord Bremen gemastert. Die letzte bekannte Aktivität von zuhause war die Veröffentlichung eines weiteren Songs, rennen, aus diesen Aufnahmen als YouTube-Video im Jahr 2022.

## Diskografie

### Alben
- 2005: Dinge an ihrem Platz (CD, Album; Reptiphon / Da Music)
- 2008: Autoscooter (CD, Album; Sitzer Records / Broken Silence)

### Samplerveröffentlichungen
- 2004: Meine Geschichte und ihr Preis – Musik ist anders! (Kontraphon)
- 2005: Willkommen zu Hause – Aufnahmezustand 4 (ZYX Music)
- 2005: Gehen & Bleiben – Strom und Gitarre Folge 1 (Let's Go Away for a While) (Popappeal)
- 2006: Meine Geschichte und ihr Preis – Neuer Deutscher Pop – Aufnahmezustand 5 (ZYX Music)
- 2007: Trainspotting – Gestatten, wir kommen aus Hamburg 2 (EMI)
- 2008: Alles verpasst – Gestatten, wir kommen aus Hamburg 3 (EMI)
- 2009: Supernett – King Kong Kicks (Tapete Records)
- 2012: Lass alles liegen – Phonokoffer 3 (Endless Soul)

### Singles und EPs
- 2008: Alles ist schiefgegangen (Performed by zuhause) auf Karpatenhund #5 – Zusammen verschwinden (2 Versionen, EMI)